# Andrea Elle
Andrea Elle (Dresden, 21 maart 1940) is een wielrenner uit voormalig Oost-Duitsland.
Op de Wereldkampioenschappen baanwielrennen 1960 werd ze derde op het onderdeel achtervolging.